# Ixun
Ixun (en (ucraïnès): Ішунь) és un poble de la República Autònoma de Crimea a Ucraïna, que el 2014 tenia 2.913 habitants. Pertany al districte rural de Krasnoperekopsk.